# Катастрофа Boeing 707 під Каракасом (1969)
Катастрофа Boeing 707 під Каракасом (1969) — велика авіаційна катастрофа, що сталася в середу 3 грудня 1969 року. Пасажирський авіалайнер Boeing 707-328B французької авіакомпанії Air France виконував рейс AF212 за маршрутом Сантьяго—Кіто—Каракас—Пуент-а-Пітр—Лісабон—Париж, але через кілька хвилин після вильоту з аеропорту Каракаса імені Сімона Болівара (Венесуела) літак впав в води Карибського моря в 6,5 км від аеропорту. Загинули всі 62 особи, що перебували на його борту, — 41 пасажир і 21 член екіпажу.

## Літак
Boeing 707-328B (реєстраційний номер F-BHSZ, заводський 18459, серійний 335) був випущений в 1963 році і 13 березня здійснив свій перший політ. 30 березня того ж року літак був переданий авіакомпанії Air France, в якій отримав ім'я Chateau de Kerjean. Оснащений чотирма турбореактивними двигунами Pratt & Whitney JT3D-3B.

## Екіпаж
У зв'язку з великою дальністю і, відповідно, тривалістю польоту, літаком управляли два екіпажі: основний та змінний.
Основний екіпаж:
- Командир повітряного судна (КПС) — 50-річний Рожер Вальтер (фр. Roger Valter).
- Другий пілот — 33-річний Даніель Куерон (фр. Daniel Couairon).
- Штурман — 49-річний Анрі Пуллен (Henry 40-річний Моріс Іріссу (фр. Maurice Yrissou).

- Бортпровідники:
  - Жан Сервел (фр. Jean Servel), 31 рік — старший бортпровідник.
  - Франсуаза Шарпен (фр. Françoise Charpin), 28 років
  - Бернадетт Маршап (фр. Bernadette Marchaps), 33 роки.
  - Клодетт Рафанель (фр. Claudette Raphanel), 36 років.
  - Жак Санде (фр. Jacques Sanders), 41 рік.
  - Жан-П'єр Салмон (фр. Jean-Pierre Salmon), 39 років.

Змінний екіпаж:
Командир повітряного судна (КПС) — 52-річний Жак Рівалан (фр. Jacques Rivalant).
- Другий пілот — 31-річний Жорж Белла (фр. Georges Bellat).
- Штурман — 47-річний Раймон Ерар (фр. Raymond Hérard).
- Бортінженер — 48-річний Бернар Фавро (фр. Bernard Favreaux).
- Бортпровідники:
  - Ежен Бо (фр. Eugène Baux), 34 роки — старший бортпровідник.
  - Арнульд (фр. Colette Arnould), 36 років.
  - Люсьєна Еюд (фр. Lucienne Heude), 26 років.
  - Мішель Бод (фр. Michele Baud), 31 рік.
  - Луї Жамбу (фр. Jean-louis Jambou), 36 років.

## Хронологія полій
Boeing 707-328B борт F-BHSZ виконував регулярний міжнародний пасажирський рейс AF212 з Сантьяго до Парижа з проміжними посадками в Кіто, Каракасі, Пуент-а-Пітрі та Лісабоні. Перші 2 етапи (Сантьяго—Кіто та Кіто—Каракас) були виконані без істотних зауважень, після чого з 41 пасажиром і 21 членом екіпажу на борту рейс AF212 вилетів з Каракаса в Пуент-а-Пітр. Але тільки-но піднявшись до висоти 910 метрів, лайнер раптово перейшов у круте зниження і о 18:05 VET врізався в поверхню Карибського моря за 6,5 кілометра від аеропорту вильоту, після чого затонув на глибині 49 метрів. Усі 62 особи на його борту загинули.

## Розслідування
- Венесуельська комісія за результатами розслідування не змогла точно встановити причину катастрофи, найімовірніша пожежа на борту. Також передбачалися й інші версії — проблеми з авіапаливом, зіткнення з іншим літаком або спроба ухилення від зіткнення, відмова двигунів та інші.
- Французька сторона провела своє власне розслідування і 7 серпня 1970 випустила остаточний звіт розслідування, в якому прийшла до думки, що катастрофа сталася через теракт на борту. Примітно, що венесуельська комісія версію про теракт відкинула відразу.